# Karl-Heinz Schäfer (Gebrauchsgrafiker)
Karl-Heinz Schäfer (* 5. Januar 1932 in Leipzig) ist ein deutscher Gebrauchsgrafiker.

## Leben und Werk
Schäfer absolvierte von 1946 bis 1948 in Leipzig eine Lehre als Dekorationsmaler und studierte von 1949 bis 1953 an der Kunstgewerbeschule der Stadt Leipzig bzw. Fachschule für angewandte Kunst Leipzig. 1953/1954 arbeitete er als Chefgrafiker des HO-Warenhauses Berlin-Alexanderplatz. Von 1954 bis 1973 war er Dozent und Abteilungsleiter an der Fachschule für Werbung und Gestaltung Berlin-Oberschöneweide. Zu seinen Schülerinnen und Schülern gehörten u. a. Jutta Damm-Fiedler, Jochen Fiedler und Isolde Hamm. 1970 erwarb er extern das Diplom der Hochschule für Grafik und Buchkunst Leipzig.
Ab 1973 arbeitete Schäfer in Kleinmachnow als freischaffender Gebrauchsgrafiker, vor allem mit Auftragen von Institutionen und volkseigenen Großbetrieben.

## Werke (Auswahl)
- 1965: Sichtwerbung für das Messeamt Leipzig
- 1969: Gestaltung der Ausstellung Architektur und Bildende Kunst. Ausstellung zum 20. Jahrestag der DDR im Alten Museum Berlin
- 1969: Gestaltung des Bereichs DDR-Chemie auf der Leipziger Messe

## Teilnahme an zentralen und wichtigen regionalen Ausstellungen in der DDR
- 1957: Berlin, Ausstellungspavillon des Finanzministeriums am Werderschen Markt („Junge Künstler“)
- 1967/1968 und 1977/1978: Dresden, VI. Deutsche Kunstausstellung und VIII. Kunstausstellung der DDR
- 1976, 1979 und 1986: Berlin, Bezirkskunstausstellungen
- 1984: Berlin, Galerie am Prater („Kinderbuchillustrationen“)